# Patrick Danville
Patrick Danville är en fiktiv karaktär i Det mörka tornet-serien, skapad av den amerikanska författaren Stephen King. Han introducerades först i boken Sömnlös från 1994.
Roland Deschain och Susannah Dean möter Patrick Danville för första gången i vampyren Dandelos källare, där han hållits fången. Han kännetecknas av sin stumhet, eftersom Dandelo vid ett tillfälle slitit ut hans tunga. Patrick Danville, med sin exceptionella teckningsförmåga, visar sig bli en av de mest betydelsefulla personerna på Rolands väg mot det mörka tornet. 